# Ристо Василевски
Ристо Василевски (на македонска литературна норма: Ристо Василевски) е поет, есеист, литературен критик и преводач от Северна Македония.

## Биография
Роден е на 31 януари 1943 година в преспанското село Наколец, тогава анексирано от България. Учи архитектура. Живее и работи в Наколец и в Смедерево, Сърбия. Член е на Дружеството на писателите на Македония от 1970 година. Ристо Василевски е член на Македонската академия на науките и изкуствата, на Славянската литературна и артистична академия (Варна), на Международната асоциация на писатели и публицисти (Рига), на Сдружението на писателите на Сърбия и на Сдружението на литературните преводачи на Сърбия.
Носител е на наградите „Братя Миладиновци“, Почетно „Рациново признание“, Юбилейно признание на Стружките вечери на поезията, „Кирил Пейчинович“, Юбилейно „Златно перо“, „Златно перо“, в Република Македония; „Милан Ракич“, „Караджордже“, „Печат на Кнез Лазар“, „Раде Обренович“, „Джуро Салай“, „Октомврийска награда на град Смедерево“, „Захария Орфелин“, „Смедеревски Орфей“ и други – в Сърбия, и на международните награди „Балкан и Европа“ (Букурещ), „Атлант на славянството“ (Варна), „Балканика“ (Браила), „Наи Нааман“ (Бейрут) и други. Отличен е с голямата награда „Летящо перо“ на Международния фестивал на поезията „Славянска прегръдка“ във Варна 2008 година.